# The Godfather II (игра)
The Godfather II (с англ. — «Крёстный отец 2») — компьютерная игра в жанре шутера от третьего лица с элементами автосимулятора, основанная на художественном кинофильме «Крёстный отец 2», который в свою очередь является экранизацией одноимённого романа американского писателя Марио Пьюзо. Игра была разработана студией Visceral Games и издана компанией Electronic Arts для основных игровых платформ — Microsoft Windows, PlayStation 3, Xbox 360 — 7 апреля 2009 года в США и 10 апреля в Европе.

## Сюжет
| Системные требования | Системные требования                                                                       | Системные требования                                                                       |
| -------------------- | ------------------------------------------------------------------------------------------ | ------------------------------------------------------------------------------------------ |
|                      | Рекомендации                                                                               |                                                                                            |
| Microsoft Windows    |                                                                                            |                                                                                            |
| ОС                   | Windows XP (SP2) или Windows Vista                                                         | Windows XP (SP2) или Windows Vista                                                         |
| ЦПУ                  | Intel Pentium 4 2.8 GHz or AMD 64 3000+ processor                                          | Intel Pentium 4 2.8 GHz or AMD 64 3000+ processor                                          |
| Объём ОЗУ            | 1 GB (2 GB для Windows Vista)                                                              | 1 GB (2 GB для Windows Vista)                                                              |
| Место на диске       | 9 GB свободного дискового пространства                                                     | 9 GB свободного дискового пространства                                                     |
| Видеокарта           | 256 MB видеокарта с поддержкой шейдеров 3.0 (Nvidia GeForce 6800 или ATI Radeon X1600 Pro) | 256 MB видеокарта с поддержкой шейдеров 3.0 (Nvidia GeForce 6800 или ATI Radeon X1600 Pro) |
| Звуковая плата       | DirectX 9.0c совместимая звуковая карта                                                    | DirectX 9.0c совместимая звуковая карта                                                    |

Действие игры происходит в конце 1950-х — начале 1960-х годов на территории Гаваны, Нью-Йорка, и Майами. Вернувшись с Кубы в Нью-Йорк, протагонист игры — Доминик — по приказу Майкла Корлеоне берёт на себя руководство мафиозной семьёй после смерти своего босса Дона Альдо Трапани — главного персонажа первой части компьютерной игры Godfather. Возглавив «семью», главный герой должен победить конкурирующие мафиозные семьи и криминальные группировки, захватив под свой контроль различные предприятия и сферы преступной деятельности, чтобы стать самым могущественным Доном в Америке и Кубе а также распутать заговор против своей семьи и найти предателя семьи Корлеоне.

## Линия сюжета
Конец 1950-х годов. Хайман Рот собрал в Гаване всех мафиозных донов, чтобы предложить им заключить перемирие между своими семьями и поделить заведения нелегального бизнеса на Кубе. Однако планы Рота срываются, когда власть на Кубе захватывают коммунисты. Главный герой игры Доминик вместе со своим боссом Альдо Трапани, а также с Майклом и Фредо Корлеоне, покидают здание, в котором проходила встреча донов, и, отстреливаясь от кубинских солдат, прорываются до аэропорта.
При попытке пробраться на взлётную полосу аэропорта Альдо Трапани был застрелен кубинским снайпером, залёгшим на вышке. Остальные мафиози тут же накрыли снайпера групповым огнём из револьверов, однако всё равно оказались вынуждены бросить тело Альдо, поскорее садиться на самолёт и убираться из Кубы.
В салоне самолёта Майкл Корлеоне предсказывает, что начнётся большая война семей, и назначает Доминика новым боссом.
Проходит 6 месяцев. В Нью-Йорке собираются Майкл, Фрэнк и Доминик. Они обсуждают планы развития семьи. Майкл предлагает Доминику «послать весточку» мафиозному лидеру Кармине Розато, захватив несколько заведений, подконтрольных семье последнего. Доминик вербует в свою семью одного бойца, обладающего специальными навыками.
После захвата нескольких заведений Доминик получает задание взять под контроль большой публичный дом, расположенный напротив особняка Розато. Однако поскольку главный вход в бордель был недоступен, а для проникновения в бордель через чёрный ход требовалось произвести взрыв двери, Доминик вербует в семью специалиста-подрывника, который и помогает Доминику проникнуть внутрь борделя.
После этого Доминик получает конспиративную квартиру, в которой можно пополнять носимый комплект боеприпасов и отрываться от полицейского преследования.
Вскоре Майкл даёт Доминику задание уничтожить одного мафиози из семьи Розато. Доминик справляется успешно, и вслед за этим Доминику звонит сам Кармине Розато. Розато предлагает Доминику встретиться в таверне и заключить перемирие.
Доминик прибывает на место вместе с Фрэнком Пентанджели. Сев с Кармине за барную стойку в таверне, Доминик и Фрэнк оказываются в засаде: люди Розато начинают их душить. Однако когда люди Розато пытались оттащить тела Фрэнка и Доминика в кладовку, в таверну зашёл полицейский, который тут же увидел, что творится, подозвал подкрепление и вместе с ним открыл огонь и по людям Розато, и по выжившему после попытки удушения Доминику.
Фрэнк оказался задушен насмерть. Доминику же удалось выжить и уйти от преследования. Но Розато тоже сумел сбежать. Майкл позволяет Доминику нанять ещё одного бойца и даёт приказ полностью уничтожить семью Розато. Если Доминик захватил все заведения Розато, то ворота в дом, где находится вся семья Кармине Розато, будут открыты.
Доминик и его бойцы штурмуют дом Розато, убивают в нём всех людей, подчинённых Кармине. Сам Кармине Розато не оказывает никакого сопротивления, и Доминик получает возможность с ним поговорить (другие вражеские доны в будущем при виде Доминика начнут драться или стрелять, и с ними будет невозможно поговорить).
Независимо от выбора, разговаривать или нет, Доминик убивает Кармине, а затем приказывает одному из своих бойцов заминировать и взорвать дом Розато.
Семья Корлеоне берёт под контроль весь преступный бизнес Нью-Йорка, а Доминик становится широко известен.
Доминику звонит Хайман Рот и приглашает его во Флориду. В аэропорту Флориды Доминика встречает брат Майкла Корлеоне — Фредо, который работает на Хаймана Рота. Хайман вводит Доминика в курс дела: во Флориде господствует семья Гранадос во главе с доном Рико, который, по словам Фредо, подкупил всю полицию города и обзавёлся обширными связями в высших кругах. Хайман просит Доминика освободить человека, который собирал необходимую Роту информацию на клан Гранадос, но в итоге оказался захвачен. Доминик освобождает человека Хаймана, однако тем самым объявляет войну семье Гранадос.
В мафиозную войну также ввязывается Тони Розато, который, к тому же, желает отомстить Доминику за своего покойного брата Кармине. Тони Розато тоже контролирует часть нелегального бизнеса Флориды.
После захвата нескольких заведений и укрепления положения семьи Корлеоне во Флориде Доминик получает от Майкла приглашение прилететь обратно в Нью-Йорк; однако, прибыв в аэропорт, Доминик обнаруживает толпу рабочих, бастующих против начальства аэропорта. Поговорив с Фредо, Доминик узнаёт, что к организации забастовки причастны коммунисты. Хайман Рот тоже знает о ситуации и знакомит Доминика с Генри Митчеллом — агентом ЦРУ, который сотрудничает с Хайманом Ротом.
Забастовку курирует коммунист Алехандро Альмейда. Узнав от координатора бастующих местонахождение Алехандро Альмейды, Доминик немедленно отправляется туда, преодолевает охрану и устраняет Алехандро. Забастовка прекращается, и вскоре аэропорт вновь начинает функционировать. Доминик вылетает в Нью-Йорк.
У Майкла появились серьёзные проблемы: против него и его семьи началось полицейское расследование. Свидетелем против Майкла согласился выступить Фрэнк Пентанджели, который выжил в засаде, устроенной людьми Кармине. Майкл передаёт Доминику своего консильери — Тома Хейгена. Том и Доминик разрабатывают план, по которому сенатор Пэт Гири (ведущий дело против Майкла) будет у них «на крючке». Они договариваются с главой борделя La Maison Rogue Розой Скарлатти, чтобы та выдала необходимую «девочку» для сенатора. Доминик встречается с сенатором Гири в кафе и предлагает ему сделку, по итогу которой они оба получат всё состояние семьи Корлеоне после ареста Майкла. Сенатор соглашается и приезжает в бордель. В то время, когда сенатор развлекался с проституткой, люди Корлеоне вырубили сенатора и убили проститутку, но подстроили всё так, будто сенатор сам убил её. Доминик пообещал «не распускать слух» об убийстве, но выдвинул свои условия, на которые сенатору пришлось согласиться. Гири также рассказывает, что во Флориду прибывает ещё один мафиозный клан — семья Мангано. Расследование против Майкла останавливается, и Доминик вылетает во Флориду.
В аэропорту Майкл тайно встречается с Домиником и просит заключить союз с Мангано, а в случае отказа «уйти в сторону». Доминик соглашается, находит Самуэле и заключает с ним союз. Затем Доминик возвращается к своим привычным делам и продолжает вести войну против семей Гранадос и Тони Розато.
После того, как Доминик захватил для семьи Корлеоне половину всех заведений преступного бизнеса во Флориде, Фредо зовёт Доминика на конспиративный дом, чтобы отпраздновать успехи. Фредо предлагает выпить, но тут у дома останавливается машина, и из её салона кто-то открывает шквальный огонь по окну. Доминик успевает лечь вместе с Фредо на пол, и все пули, никого не задев, попадают в стену.
Машина скрывается.
Ни Доминик, ни Фредо не сумели разглядеть ни саму машину, ни тех, кто находился внутри неё. Однако Фредо тем не менее утверждает, что покушение было организовано Самуэле Мангано, и даёт указание Доминику захватить принадлежавший Мангано склад с автомобилями. Доминик отправляется выполнять поручение.
После того, как склад был успешно захвачен, Доминику звонит сам Самуэле. В разговоре между Домиником и Самуэле (которые друг друга обвиняют в предательстве) происходит недопонимание, и Самуэле предлагает Доминику встретиться на складе рядом с заправочными станциями. По приезде Доминик обнаруживает отсутствие Самуэле; вместо него присутствует его консильери Пауло Риччителло, который начинает угрожать Доминику. Доминик угрожает в ответ, но ему дают отпор.
Вскоре семья Мангано наносит семье Корлеоне большой удар — захватывает значительную часть её бизнеса. Доминик вынужден просить помощи у Майкла, но Фредо советует не впутывать в это дело Майкла, а связаться с Хайманом Ротом; последний соглашается встретиться с Домиником на пирсе. На месте встречи также присутствует агент ЦРУ Генри Митчелл. Хайман сообщает Доминику, что сможет договориться с семьёй Мангано, но взамен Доминик должен прилететь на Кубу и убить нового президента — Фиделя Кастро, чтобы ЦРУ смогло вернуть к власти старого президента Батисту.
Прибыв на Кубу, Доминик начинает уничтожать диссидентов, одного за другим, завоёвывая уважение и внимание нового правительства. Вскоре Доминика приглашают в президентский дворец как «особого гостя». Он нужен правительству как человек со связью с США, который сможет экспортировать туда контрабандный товар. Его поселяют в номере для гостей. Дождавшись ночи, Доминик тайно покидает номер и по-тихому, убивая всех охранников на пути, пробирается на место, откуда будет удобно стрелять в Кастро.
Доминик размещается на нужной позиции, и, дождавшись появления Фиделя Кастро, совершает в него выстрел из снайперской винтовки. Пуля попадает Кастро в плечо. Президента успевают оттащить охранники, и тут появляется один из приближённых к президенту людей — Эстебан Альмейда (впоследствии оказавшимся главой кубинской мафиозной семьи). Обнаруживая, что Доминик отсутствует в номере, Альмейда обвиняет его в покушении и, несмотря на то, что не знает, где именно находится Доминик, начинает разговор с ним.
Кубинские солдаты и люди Альмейда окружают здание и начинают преследовать Доминика, имея приказ стрелять на поражение. Но Доминику удаётся покинуть здание, добраться до аэропорта, сесть на самолёт и вылететь из страны.
Когда самолёт Доминика поднялся в воздух, на взлётную полосу из патрульной машины вылезает Хайман Рот, который затем обещает Эстебану Альмейда «покончить с Домиником».
Во время побега Доминика из Кубы в Гаване открываются заведения, контролируемые семьёй Альмейда, которые позднее Доминик получит задание захватить.
Доминик прилетает в Нью-Йорк. Майкл хочет его видеть в семейном доме. Помимо Доминика, в Нью-Йорк также прилетел и Фредо. Майкл крайне недоволен, что Доминик развязал войну с Мангано, но Фредо честно сознаётся, что, натравливая Доминика на Мангано, выполнял план Хаймана Рота, который хотел, чтобы Доминик перессорил семью Корлеоне с семьёй Мангано, а затем был убит во время операции на Кубе. Взамен Хайман обещал Фреду «что-то лично для него». Майкл приходит в ярость и говорит Фредо, что отныне тот для него никем не приходится, и выгоняет Фредо из семьи.
Судебное заседание против Майкла может вот-вот начаться. Майклу удалось подключить к делу старшего брата Фрэнка Пентанджелли — Винченцо, который прилетел из Сицилии в США. Винченцо — человек чести и уважаемый дон в своём городе, он чтит омерту и не допустил бы предательства со стороны брата.
Винченцо находится в конспиративной квартире, но по приезде Доминик обнаруживает только труп охранника. Майкл советует Доминику расспросить свидетелей; каждый из свидетелей даёт сведения, из которых надо сделать правильный вывод.
Показания свидетелей привели Доминика в промышленную зону, где Винченцо держат люди Рота. Перебив людей Рота и освободив Винченцо из плена, Доминик отвозит Винченцо на судебное заседание. Уверенный в себе Фрэнк уже готов был дать показания против Майкла, но его шокировало неожиданное появление Винченцо. Фрэнк был вынужден поменять показание, сказав, что агенты ФБР заставили его «состряпать чушь для Майкла».
Сенатор Пэт Гири был крайне удивлён поведением Фрэнка. Заседание суда остановили. В комнате для адвокатов сенатор Гири говорит, что дело будет остановлено. Однако Майкл не хочет останавливаться. Он приказывает Доминику разобраться со всеми врагами семьи Корлеоне: Тони Розато, Рико Гранадос, Самуэле Мангано, Эстебаном Альмейда, Генри Митчеллом и Хайманом Ротом.
Доминик отыскивает Генри Митчелла, убивает его и начинает зачистку Флориды и Гаваны от вражеских семей. Доминик захватывает все контролировавшиеся вражескими семьями заведения преступного бизнеса, убивает всех вражеских мафиози, взрывает все дома, принадлежащие вражеским семьям. Весь преступный бизнес Нью-Йорка, Флориды, Гаваны теперь принадлежит семье Корлеоне.
Майкл встречается с Домиником во Флориде. Доминик узнаёт, что Хайману Роту удалось сбежать за границу и теперь шансы достать его крайне ничтожны. Однако сенатору Гири удалось добиться экстрадиции того в США, обвинив в коррупции.
Хайман находится в аэропорту, но к нему приставлено огромное количество вооружённой охраны.
Доминик с боем прорывается внутрь аэропорта, находит Хаймана Рота. Рот умоляет о пощаде. Но Доминик всё равно убивает Рота, а затем успешно скрывается от преследующей его полиции.
Доминик приезжает в бывший особняк Мангано. Том Хейген встречает его и проводит в зал, где Доминика уже ждут Майкл и вся семья Корлеоне. Майкл выражает свою благодарность Доминику и объявляет его новым крёстным отцом семьи Корлеоне. Все члены семьи Корлеоне ликуют. Таким образом, Доминик приобретает личный контроль над всем криминальным бизнесом США и Кубы.
В финальном ролике Доминик рыбачит с Фредо на лодке. Фредо начинает читать молитву «Аве Мария», в его голове проходят воспоминания. По окончании чтения Доминик достаёт револьвер и стреляет Фредо в голову. «Фредо, мне жаль», — говорит Доминик, оставляя труп Фредо одиноко валяться в лодке.

## Геймплей
Как и первая игра, Godfather 2 является шутером от третьего лица, сохранив аналогичную систему укрытий, стрельбы и рукопашного боя. Также был сохранён редактор персонажа игры.
Основным нововведением является стратегический режим под названием Don’s View. В данном режиме, в каждом из трёх игровых городов, основная цель игрока — захватить все возможные заведения, приносящие доход — стриптиз-клубы, автомастерские, казино, стройки, заводы и т. п. Чем больше предприятий захватит игрок, тем ближе он приблизится к цели искоренить конкурирующую мафиозную семью. За каждое захваченное здание игрок получает прибыль, а захватив все места определённой криминальной отрасли (то есть установив монополию) игрок получает определённый бонус:
- Бордели (2 бизнеса) — кастет для всех членов мафиозной семьи;
- Склады наркотиков (4 бизнеса) — увеличение денежной прибыли в 2 раза;
- Стройки (3 бизнеса) — уничтоженные здания восстанавливаются в 2 раза быстрее;
- Стриптиз-бары (4 бизнеса) — удешевляются наём и содержание охранников бизнеса;
- Казино (4 бизнеса) — семья получает зажигательные боеприпасы, которые наносят повышенный урон;
- Подпольные склады оружия (4 бизнеса) — семья получает возможность брать дополнительные обоймы с патронами;
- Контрабанда оружия (4 бизнеса) — появляется возможность брать с собой больше коктейлей Молотова, динамита и бомб;
- Контрабанда алмазов (3 бизнеса) — доступны бронежилеты;
- Контрабанда угнанных автомобилей (4 бизнеса) — в распоряжение семьи поступают бронированные автомобили, способные выдержать шквальный огонь.

Кроме того, в игре имеются в общей сложности 9 небольших заведений — магазины, бары и отели, которые приносят небольшой доход, но являются отличными средствами для отмывания денег с преступного бизнеса. Каждое такое заведение увеличивает общий доход на 5 %.
Также в «семье» будут доступны новые места для найма работников 6 специальностей: медвежатника, инженера, подрывника, поджигателя, медика и громилу. Каждого из них можно возвести позднее в ранг капо, что добавит ему одну дополнительную специальность, а затем и в младшего босса. При этом у персонажа уже будут 3 специальности.
В игре присутствует множество разнообразных дополнительных заданий, например: заказные убийства, поджог, саботаж, избиение и другие, которые можно получить у случайных прохожих на городских улицах.
Вражеские доны тоже имеют своих бойцов. Убивать их необязательно, но бойцы, подобно игроку, будут нападать на захваченные заведения, чтобы вернуть себе бизнес, или приобрести новый. Независимо от места проживания дона, его банда может напасть на любой бизнес Корлеоне в любом городе. Также живые члены семьи оппонента будут приходить на помощь своим во время атаки игрока. Соучастники, стоящие на охране объекта, вызывают подкрепление по телефону, которые приезжают на автомобилях.
- В семью Кармине Розато входят 1 капо и 3 бойца. Майкл даёт задание убить одного из бойцов, после этого можно устранить остальных.
- В семью Тони Розато входят 3 капо и 5 бойцов. Большинство из них проживают в Нью-Йорке.
- В семью Гранадос входят 1 младший босс, 3 капо и 4 бойца. Почти все проживают во Флориде. Один из капо живёт в Нью-Йорке, а один из бойцов — на Кубе.
- В семью Мангано входят 1 консильери, 2 младших босса, 2 капо и 4 бойца. С консильери можно встретиться только один раз, во время переговоров, убить его возможно только взрывом особняка Мангано. Открытие условий убийства этой семьи становится доступным после открытия Кубы.
- В семью Альмейда входят 1 консильери, 2 младших босса, 3 капо и 3 бойца. Доминик убивает бойца Алехандро ещё до встречи с самой семьёй. Консильери Альмейды так и не встречается в игре, но погибает во время штурма особняка Эстебана.

Если устранить всех вражеских бойцов, капо и младших боссов — заведениям игрока не будет ничего угрожать, и можно дальше спокойно выдавливать противника из города.
Многопользовательский режим поддерживает до 16 игроков. В марте 2012 года мультиплеер был закрыт в связи с 0,1 % активности игроков.

## Отзывы прессы
| Сводный рейтинг    | Сводный рейтинг | Сводный рейтинг | Сводный рейтинг |
| Издание            | Оценка          | Оценка          | Оценка          |
| Издание            | PC              | PS3             | Xbox 360        |
| ------------------ | --------------- | --------------- | --------------- |
| GameRankings       | 61,88 %         | 67,91 %         | 68,76 %         |
| Metacritic         | 63/100          | 67/100          | 65/100          |
| Иноязычные издания |                 |                 |                 |
| Издание            | Оценка          | Оценка          | Оценка          |
| Издание            | PC              | PS3             | Xbox 360        |
| Eurogamer          | 4/10            | 4/10            | 4/10            |
| Game Informer      | N/A             | 5,5/10          | N/A             |
| GameSpot           | 4,5/10          | 4,5/10          | 4,5/10          |
| GameSpy            | [ 20 ]          | [ 21 ]          | [ 22 ]          |
| IGN                | 7,6/10          | 7,7/10          | 7,7/10          |
| OPM                | N/A             | [ 26 ]          | N/A             |
| OXM                | N/A             | N/A             | 7,5/10          |
| PC Gamer (US)      | 79 %            | N/A             | N/A             |

Игра получила средние отзывы критиков и игроков. Основными недостатками игры были отмечены: низкая трудность заданий, малый размер игровых городов, низкая их прорисовка, отсутствие атмосферы времён действия игры, игровая физика автомобилей, низкий искусственный интеллект и низкокачественная анимация персонажей.